# Leon Narbey
Leon Gordon Alexander Narbey  (2 de agosto de 1947) es un director de fotografía de Nueva Zelanda.

## Biografía
Nacido en Helensville, Narbey se educó en la Escuela de Bellas Artes de Elam, especializándose en escultura. Se casó con Anita Janske Narbey (1944 - 2019) en 1966 y tuvieron dos hijas, Vanessa y Beatrix. Dio una conferencia en la Universidad de Canterbury en 1972, antes de unirse a la New Zealand Broadcasting Corporation como camarógrafo de noticias.

## Carrera
A mediados de la década de 1970, Narbey rodó el documental de Geoff Steven Te Matakite o Aotearoa, sobre la marcha por la tierra maorí de 1975. En 1978 realizó Bastion Point: Day 507 con Merata Mita y Gerd Pohlmann, que también editó y coprodujo con ellos. Posteriormente continuó su asociación con Steven en tres documentales filmados en China en 1979, incluidos Gung Ho (sobre Rewi Alley) y The Humble Force.
Coescribió y dirigió dos largometrajes, Illustrious Energy y The Footstep Man, en 1987 y 1992 respectivamente. En 1990, rodó la comedia dramática Ruby and Rata para Gaylene Preston. En 1993, fue director de fotografía del largometraje Desperate Remedies, por el que ganó el premio a la Mejor Fotografía en los Premios de Cine y Televisión de Nueva Zelanda en 1994. En la década de 1990, Narbey trabajó extensamente con la directora de documentales Shirley Horrocks en producciones que incluían Pleasures and Dangers, Act of Murder, Flip and Two Twisters y Early Days Yet. 
En 2000 rodó el drama romántico The Price of Milk y la comedia Jubilee, los dramas de 2002 Whale Rider y No. 2 (2006), la película de vampiros de 2007 Perfect Creature, Dean Spanley y Rain of the Children de 2008, el documental Topp Twins de 2009 The Topp Twins: Untouchable Girls, la película samoana de 2011 The Orator, el drama de 2013 Giselle, Tierra de guerreros en 2014, One Thousand Ropes en 2017 y en 2020 la película Whina.